# María Vorontsova
María Vladímirovna Vorontsova (en ruso: Мария Владимировна Воронцова; nacida Putina, en ruso: Путина; Leningrado, 28 de abril de 1985), también conocida como María Faassen (en ruso: Мария Фаассен) es una endocrinóloga pediátrica rusa. Es la hija mayor del presidente de Rusia, Vladímir Putin.

## Biografía
María Putina nació el 28 de abril de 1985 en Leningrado (actual San Petersburgo) en la entonces República Socialista Federativa Soviética de Rusia, parte de la Unión Soviética. Era la primogénita del matrimonio entre Vladímir Putin, miembro del Primer Alto Directorio, y Liudmila Putina (de soltera Shkrébneva), en ese tiempo azafata de Aeroflot y estudiante de filología en la Universidad Estatal de Leningrado.
María pasó su primera infancia en Dresde, entonces parte de Alemania Oriental, donde su familia vivía a finales de la década de 1980 por el destino de su padre, Putin, como miembro de la KGB. En la primavera de 1991, la familia Putin regresó a Leningrado, donde María estudió en el gymnasium alemán «Peterschule» (en alemán: Escuela de Pedro).
En la época de la disolución de la Unión Soviética y el caos en las grandes ciudades, su padre la envió junto a su hermana Katerina a la Alemania reunificada, donde su tutor legal fue el ex oficial de la Stasi, Matthias Warnig, que había trabajado con Putin en Dresde como parte de una célula de la KGB y luego abrió una sucursal del Dresdner Bank en San Petersburgo.
Después de que la familia Putin se mudara a Moscú, María comenzó a estudiar en la Escuela Alemana, que está estrechamente vinculada a la Embajada de Alemania en Rusia, donde estudian muchos hijos de diplomáticos de Suiza, Austria y Alemania. Tres años después de graduarse de la escuela secundaria, María ingresó a la universidad al mismo tiempo que su hermana Katerina.

### Estudios
María Vorontsova estudió biología en la Universidad Estatal de San Petersburgo, y se graduó de la Facultad de Medicina de la Universidad Estatal de Moscú en 2011. Con Iván Dédov como director, defendió su tesis doctoral en medicina en el Centro de Investigación de Endocrinología de Moscú, dirigido por Dédov y supervisando el proyecto benéfico Alpha-Endo destinado a ayudar a niños con enfermedades del sistema endocrino. Alfa-Endo está financiada por el Alfa Bank de los oligarcas Petr Aven y Mijaíl Fridman.

### Investigadora
Entre 2013 y 2015, Vorontsova fue coautora de cinco estudios científicos, incluido el artículo El estado del sistema antioxidante de la sangre en pacientes con acromegalia (Состояние антиоксидантной системы крови у пациентов с акромегалией). Además, en 2015, fue coautora de un libro sobre el retraso idiopático del crecimiento en niños. Hay quien cree que Vorontsova es asesora de Vladímir Putin en ingeniería genética, especialmente en el uso de CRISPR para crear bebés modificados genéticamente.
En noviembre de 2023, Vorontsova fue elegida miembro de la junta de la Sociedad de Medicina Genética de Moscú (en ruso: Московское общество медицинских генетиков). Según el equipo del líder opositor ruso, Alekséi Navalni, María Vorontsova ha ganado millones de dólares al año como empleada de NOMEKO (New Medical Company, en inglés: Nueva Compañía Médica).

### Sanciones
El 6 de abril de 2022, tras la invasión rusa de Ucrania, el Departamento del Tesoro de Estados Unidos sancionó a Vorontsova por «liderar programas avalados con dinero público que han recibido miles de millones de dólares del Kremlin para investigaciones genéticas supervisadas personalmente por Putin». También fue sancionada por la Unión Europea, Reino Unido, Japón y Nueva Zelanda.

## Vida personal
María Putina o Vorontsova está casada con el empresario neerlandés Jorrit Faassen. Se sabe que en 2013, la pareja vivía en un ático en el edificio residencial más alto de Voorschoten, en los Países Bajos. En 2014, los residentes de los Países Bajos pidieron que Vorontsova fuera expulsada del país después de que el vuelo 17 de Malaysia Airlines fuera derribado en los cielos de Ucrania. En 2015, Vorontsova y Faassen vivían en Moscú. Tienen un hijo que estudia en el Colegio Alemán de la Embajada de Alemania en Moscú.
En 2019, María Vorontsova fue fotografiada en una boda en Salerno (Italia) con una supuesta nueva pareja, el exactivista anti-Kremlin Yevgueni Nagorni, quien en el pasado había hecho montajes multimedia criticando al propio Putin. Según el periodista del Mirror, Liam Buckler, la relación entre ambos es «oficial» desde 2022, indicando además que tienen un hijo en común.

### Pasatiempos
Según Vorontsova, ella «se inspira en todo lo que es bello: cualquier pintura, museo, teatro, música». Además, indicó que le encanta ir a conciertos de jazz y música clásica. También trata de dedicar «al menos unas horas a la semana» al deporte, siendo aficionada al surf y al esquí.
Sus escritores rusos favoritos son Aleksandr Pushkin y Fiódor Dostoyevski. En literatura no rusa, destacó Un mundo feliz, de Aldous Huxley, Makura no Sōshi de Sei Shōnagon, Orgullo y prejuicio de Jane Austen y la serie Dune de Frank Herbert.